# Archer (Iowa)
Archer è una città degli Stati Uniti, situata nella Contea di O'Brien, nello Stato dell'Iowa.

## Geografia fisica
Archer è situata a 43°06′55″N 95°44′40″W (43.115204 -95.744376). La città ha una superficie di 0,2 abitanti per km², interamente coperti da terra. Le città limitrofe sono: Hospers, Paullina, Primghar, Sanborn e Sheldon. Archer è situata a 448 m s.l.m.

## Società

### Evoluzione demografica
Al censimento del 2000, Archer contava 126 abitanti e 55 famiglie. La densità di popolazione era di 630 abitanti per chilometro quadrato. Le unità abitative erano 63, con una media di 315 per chilometro quadrato. La composizione razziale contava il 99,21% di bianchi e lo 0,79% di asiatici.
| Anno | Abitanti |
| ---- | -------- |
| 1910 | 351      |
| 1920 | 184      |
| 1930 | 150      |
| 1940 | 178      |
| 1950 | 167      |
| 1960 | 209      |
| 1970 | 134      |
| 1980 | 134      |
| 1990 | 145      |
| 2000 | 126      |